# Vihtori Vesterinen
Pour les articles homonymes, voir Vesterinen.
Vihtori Vesterinen (né le 27 janvier 1885 à Kivijärvi et mort le 28 juin 1958 à Laukaa) est un agriculteur et un homme politique finlandais,. 

## Biographie
Vihtori Vesterinen est député de l'Union agraire de la circonscription orientale du comté de Vaasa en 1919–1951. Il est le deuxième vice-président du Parlement en 1945.
Il est vice ministre de l'agriculture des gouvernements Tulenheimo) (31.03.1925–31.12.1925), Kallio II (31.12.1925–13.12.1926) et Sunila I (17.12.1927–16.10.1928) puis ministre de l'agriculture des gouvernements Paasikivi III (09.11.1945–26.03.1946) et Pekkala (26.03.1946–29.07.1948).
Il est vice ministre des transports et des travaux publics des gouvernements Kallio IV (07.10.1936–13.12.1937) et Kekkonen I (31.03.1950–17.01.1951).
Il est vice ministre des affaires sociales du gouvernement Kekkonen I (17.03.1950–17.01.1951) et ministre des affaires sociales du gouvernement Kekkonen II (17.01.1951–20.09.1951).